# Discodermia aspera
Discodermia aspera är en svampdjursart som beskrevs av Carter 1880. Discodermia aspera ingår i släktet Discodermia och familjen Theonellidae.
Artens utbredningsområde är havet utanför Indien. Inga underarter finns listade i Catalogue of Life.